# Conseil des ministres (Turquie)
Le Conseil des ministres de la république de Turquie (en turc Türkiye Cumhuriyeti Bakanlar Kurulu ou Kabine) est constitué des ministres. Il constitue donc le gouvernement et exerce le pouvoir exécutif. Il est placé sous l'autorité du président de la République, assisté d'un vice-président.